# إي ثري هاريل بيك 2025
إي ثري هاريل بيك 2025 (بالفرنسية: E3 Saxo Bank Classic 2025) هو سباق دراجات هوائية من فئة  سباق يوم واحد، وهو الموسم السابع والستين من إي ثري هاريل بيك، وأقيم في 28 مارس 2025 ضمن سباقات طواف العالم للدراجات 2025.
فاز بالمركز الأول ماثيو فان دير بيل، وحلَّ في المركز الثاني مادس بيدرسن، بينما جاء فيليبو غانا في المركز الثالث.

## الفرق
| فرق عالمية (18)- Alpecin-Deceuninck - Arkéa-B&B Hotels - XDS Astana Team - Bahrain-Victorious - Cofidis - Decathlon AG2R La Mondiale Team - EF Education-EasyPost - Groupama-FDJ - Ineos Grenadiers - Intermarché-Wanty - Lidl-Trek - Movistar Team - Red Bull-BORA-hansgrohe - Soudal Quick-Step - Team Picnic-PostNL - Team Jayco AlUla - Team Visma \| Lease a Bike - UAE Team Emirates XRG فرق برو (7)- Israel-Premier Tech - Lotto - فريق الدراجات Q36.5 ‏ - سبورت فلاندرين بالويس ‏ - Team TotalEnergies - سويس ريسينغ أكادمي ‏ - أونو-إكس موبيليتي ‏ |  |
| |  |

## المشاركون
| Alpecin-Deceuninck ADC             | Alpecin-Deceuninck ADC | Alpecin-Deceuninck ADC |
| ---------------------------------- | ---------------------- | ---------------------- |
| م                                  | عداء                   | مرتبة                  |
| 1                                  | ماثيو فان دير بيل      | 1                      |
| 2                                  | توبياس باير            | لم يكمل السباق         |
| 3                                  | شاندرو ميوريس          | 49                     |
| 4                                  | Juri Hollmann ‏         | لم يكمل السباق         |
| 5                                  | سيلفان ديلير           | لم يكمل السباق         |
| 6                                  | Oscar Riesebeek ‏       | 127                    |
| 7                                  | جياني فرميش            | 16                     |
| مدير الرياضة: Christoph Roodhooft ‏ |                        |                        |

| UAE Team Emirates XRG UAD   | UAE Team Emirates XRG UAD | UAE Team Emirates XRG UAD |
| --------------------------- | ------------------------- | ------------------------- |
| م                           | عداء                      | مرتبة                     |
| 11                          | Florian Vermeersch ‏       | 24                        |
| 12                          | فيليبو بارونسيني          | لم يكمل السباق            |
| 13                          | ميكيل بيرج                | 51                        |
| 14                          | António Morgado ‏          | 33                        |
| 15                          | خوان سباستيان مولانو      | لم يكمل السباق            |
| 16                          | Nils Politt ‏              | 18                        |
| 17                          | تيم فيلانز                | 8                         |
| مدير الرياضة: ماركو ماركاتو |                           |                           |

| Team Visma \| Lease a Bike TVL   | Team Visma \| Lease a Bike TVL | Team Visma \| Lease a Bike TVL |
| -------------------------------- | ------------------------------ | ------------------------------ |
| م                                | عداء                           | مرتبة                          |
| 21                               | فاوت فان آرت                   | 15                             |
| 22                               | Edoardo Affini ‏                | 78                             |
| 23                               | تيسج بنوت                      | 20                             |
| 24                               | جوليان فيرموت                  | لم يكمل السباق                 |
| 25                               | Matteo Jorgenson ‏              | 9                              |
| 26                               | ديلان فان بارلي                | 65                             |
| 27                               | توش فان دير ساندي              | 129                            |
| مدير الرياضة: Arthur van Dongen ‏ |                                |                                |

| Soudal Quick-Step SOQ      | Soudal Quick-Step SOQ | Soudal Quick-Step SOQ |
| -------------------------- | --------------------- | --------------------- |
| م                          | عداء                  | مرتبة                 |
| 31                         | Luke Lamperti ‏        | 39                    |
| 32                         | Louis Vervaeke ‏       | لم يكمل السباق        |
| 33                         | Gil Gelders ‏          | لم يكمل السباق        |
| 34                         | كاسبر بيدرسين         | 4                     |
| 35                         | Pepijn Reinderink ‏    | 80                    |
| 36                         | Jordi Warlop ‏         | لم يكمل السباق        |
| 37                         | دريس فان جيستل        | لم يكمل السباق        |
| مدير الرياضة: Iljo Keisse ‏ |                       |                       |

| Intermarché-Wanty IWA       | Intermarché-Wanty IWA      | Intermarché-Wanty IWA |
| --------------------------- | -------------------------- | --------------------- |
| م                           | عداء                       | مرتبة                 |
| 41                          | بينيام جيرماي              | 22                    |
| 42                          | Vito Braet ‏                | 31                    |
| 43                          | هوغو بيج ‏                  | 74                    |
| 44                          | Jonas Rutsch ‏              | 53                    |
| 45                          | Roel van Sintmaartensdijk ‏ | لم يكمل السباق        |
| 46                          | أدريان بيتي                | لم يكمل السباق        |
| 47                          | Taco van der Hoorn ‏        | 128                   |
| مدير الرياضة: ديميتري كلايس |                            |                       |

| XDS Astana Team XAT            | XDS Astana Team XAT | XDS Astana Team XAT |
| ------------------------------ | ------------------- | ------------------- |
| م                              | عداء                | مرتبة               |
| 51                             | آرون جيت            | 112                 |
| 52                             | Yevgeniy Fedorov ‏   | 13                  |
| 53                             | Michele Gazzoli ‏    | 43                  |
| 54                             | ماتيو مالوسيلي      | لم يكمل السباق      |
| 55                             | Alessandro Romele ‏  | لم يبدأ             |
| 56                             | مايك تيونسين        | 10                  |
| 57                             | Davide Toneatti ‏    | 48                  |
| مدير الرياضة: Laurenzo Lapage ‏ |                     |                     |

| Bahrain Victorious TBV    | Bahrain Victorious TBV | Bahrain Victorious TBV |
| ------------------------- | ---------------------- | ---------------------- |
| م                         | عداء                   | مرتبة                  |
| 61                        | ماتج موهوريك           | لم يكمل السباق         |
| 62                        | Alberto Bruttomesso ‏   | لم يكمل السباق         |
| 63                        | Roman Ermakov ‏         | 103                    |
| 64                        | Kamil Gradek ‏          | 92                     |
| 65                        | Vlad Van Mechelen ‏     | 35                     |
| 66                        | روبرت ستانارد          | 38                     |
| 67                        | فرد رايت               | 109                    |
| مدير الرياضة: ميخال غولاش |                        |                        |

| Red Bull-Bora-Hansgrohe RBH | Red Bull-Bora-Hansgrohe RBH | Red Bull-Bora-Hansgrohe RBH |
| --------------------------- | --------------------------- | --------------------------- |
| م                           | عداء                        | مرتبة                       |
| 71                          | Laurence Pithie ‏            | 73                          |
| 72                          | جياني موسكون                | لم يكمل السباق              |
| 73                          | Filip Maciejuk ‏             | 95                          |
| 74                          | Mick van Dijke ‏             | 81                          |
| 75                          | سام ويلسفورد                | لم يكمل السباق              |
| 76                          | Oier Lazkano ‏               | لم يكمل السباق              |
| 77                          | Tim van Dijke ‏              | 19                          |
| مدير الرياضة: روجر هاموند   |                             |                             |

| Cofidis COF                     | Cofidis COF                    | Cofidis COF    |
| ------------------------------- | ------------------------------ | -------------- |
| م                               | عداء                           | مرتبة          |
| 81                              | ايمي دي جندت                   | 7              |
| 82                              | Clément Izquierdo ‏             | 82             |
| 83                              | Oliver Knight (cyclist) ‏       | 113            |
| 84                              | Jan Maas (cyclist, born 1996) ‏ | 97             |
| 85                              | Eddy Finé ‏                     | لم يكمل السباق |
| 86                              | Sam Maisonobe ‏                 | 71             |
| 87                              | Ludovic Robeet ‏                | 132            |
| مدير الرياضة: Thierry Marichal ‏ |                                |                |

| Decathlon-AG2R La Mondiale DAT | Decathlon-AG2R La Mondiale DAT  | Decathlon-AG2R La Mondiale DAT |
| ------------------------------ | ------------------------------- | ------------------------------ |
| م                              | عداء                            | مرتبة                          |
| 91                             | أوليفر ناسن                     | 12                             |
| 92                             | يجف دي بوندت                    | 50                             |
| 93                             | Sander De Pestel ‏               | 66                             |
| 94                             | Oscar Chamberlain ‏              | 98                             |
| 95                             | Pierre Gautherat ‏               | 26                             |
| 96                             | Rasmus Søjberg Pedersen ‏ (طريق) | 96                             |
| 97                             | Aurélien Paret-Peintre ‏         | 62                             |
| مدير الرياضة: Julien Jurdie ‏   |                                 |                                |

| EF Education-EasyPost EFE  | EF Education-EasyPost EFE | EF Education-EasyPost EFE |
| -------------------------- | ------------------------- | ------------------------- |
| م                          | عداء                      | مرتبة                     |
| 101                        | أوين دول                  | 44                        |
| 102                        | فينتشنزو ألبانيز          | 36                        |
| 103                        | Madis Mihkels             | 88                        |
| 104                        | Jack Rootkin-Gray ‏        | 106                       |
| 105                        | Harry Sweeny ‏             | 63                        |
| 106                        | نيلسون بوولس              | 64                        |
| 107                        | Max Walker (cyclist) ‏     | 126                       |
| مدير الرياضة: أندرياس كلير |                           |                           |

| Groupama-FDJ GFC                | Groupama-FDJ GFC   | Groupama-FDJ GFC |
| ------------------------------- | ------------------ | ---------------- |
| م                               | عداء               | مرتبة            |
| 111                             | ستيفان كونغ        | 6                |
| 112                             | Lewis Askey ‏       | 75               |
| 113                             | Sven Erik Bystrøm ‏ | 123              |
| 114                             | جون جاكوبس         | 40               |
| 115                             | أوليفييه لو جاك    | لم يكمل السباق   |
| 116                             | فالنتين مادواس     | 17               |
| 117                             | كليمنت روسو        | 114              |
| مدير الرياضة: Frédéric Guesdon ‏ |                    |                  |

| Ineos Grenadiers IGD       | Ineos Grenadiers IGD     | Ineos Grenadiers IGD |
| -------------------------- | ------------------------ | -------------------- |
| م                          | عداء                     | مرتبة                |
| 121                        | فيليبو غانا              | 3                    |
| 122                        | توبياس فوس               | 125                  |
| 123                        | بوب جونهيلس              | 54                   |
| 124                        | كونور سويفت              | 77                   |
| 125                        | Josh Tarling ‏            | 60                   |
| 126                        | بن تورنر                 | لم يكمل السباق       |
| 127                        | Samuel Watson (cyclist) ‏ | 76                   |
| مدير الرياضة: إيان ستانارد |                          |                      |

| Lidl-Trek LTK              | Lidl-Trek LTK        | Lidl-Trek LTK  |
| -------------------------- | -------------------- | -------------- |
| م                          | عداء                 | مرتبة          |
| 131                        | مادس بيدرسن          | 2              |
| 132                        | Tim Declercq ‏        | لم يكمل السباق |
| 133                        | اليكس كيرش           | 52             |
| 134                        | توم سكوجين           | 11             |
| 135                        | جاسبر ستوفين         | 5              |
| 136                        | Tim Torn Teutenberg ‏ | 131            |
| 137                        | Mathias Vacek ‏       | لم يكمل السباق |
| مدير الرياضة: غريغوري راست |                      |                |

| Movistar Team MOV            | Movistar Team MOV  | Movistar Team MOV |
| ---------------------------- | ------------------ | ----------------- |
| م                            | عداء               | مرتبة             |
| 141                          | إيفان غارسيا       | 25                |
| 142                          | Mathias Norsgaard ‏ | 90                |
| 143                          | Jon Barrenetxea ‏   | 59                |
| 144                          | Carlos Canal ‏      | 28                |
| 145                          | Iván Romeo ‏        | لم يكمل السباق    |
| 146                          | Lorenzo Milesi ‏    | 89                |
| 147                          | غونزالو سيرانو     | 91                |
| مدير الرياضة: يورغن رويلاندز |                    |                   |

| Team Picnic-PostNL TPP   | Team Picnic-PostNL TPP | Team Picnic-PostNL TPP |
| ------------------------ | ---------------------- | ---------------------- |
| م                        | عداء                   | مرتبة                  |
| 151                      | الكسندر ادموندسون      | 117                    |
| 152                      | Enzo Leijnse ‏          | 119                    |
| 153                      | Niklas Märkl ‏          | لم يكمل السباق         |
| 154                      | Julius van den Berg ‏   | 70                     |
| 155                      | Tim Naberman ‏          | لم يكمل السباق         |
| 156                      | Kevin Vermaerke ‏       | لم يكمل السباق         |
| 157                      | Bram Welten ‏           | 118                    |
| مدير الرياضة: رودي كيما ‏ |                        |                        |

| Team Jayco AlUla JAY      | Team Jayco AlUla JAY     | Team Jayco AlUla JAY |
| ------------------------- | ------------------------ | -------------------- |
| م                         | عداء                     | مرتبة                |
| 161                       | مايكل ماثيوز             | 27                   |
| 162                       | Bob Donaldson (cyclist) ‏ | 100                  |
| 163                       | جاشا سوتيرلين            | لم يكمل السباق       |
| 164                       | باتريك غامبر             | 102                  |
| 165                       | Jelte Krijnsen ‏          | 94                   |
| 166                       | Kelland O'Brien ‏         | 84                   |
| 167                       | ماكس والشيد              | 93                   |
| مدير الرياضة: ماثيو هيمان |                          |                      |

| Arkéa-B&B Hotels ARK         | Arkéa-B&B Hotels ARK      | Arkéa-B&B Hotels ARK |
| ---------------------------- | ------------------------- | -------------------- |
| م                            | عداء                      | مرتبة                |
| 171                          | Luca Mozzato ‏             | لم يكمل السباق       |
| 172                          | Donavan Grondin ‏          | لم يكمل السباق       |
| 173                          | Léandre Lozouet ‏          | 115                  |
| 174                          | أموري كابيو               | لم يبدأ              |
| 175                          | مايلز سكوتسون             | 99                   |
| 176                          | Giosuè Epis ‏              | 85                   |
| 177                          | Pierre Thierry (cyclist) ‏ | 107                  |
| مدير الرياضة: سيباستيان هينو |                           |                      |

| Lotto LOT                 | Lotto LOT               | Lotto LOT |
| ------------------------- | ----------------------- | --------- |
| م                         | عداء                    | مرتبة     |
| 181                       | Jenno Berckmoes ‏        | 30        |
| 182                       | سيباستيان غرينيار ‏      | 69        |
| 183                       | Arjen Livyns ‏           | 23        |
| 184                       | Alec Segaert ‏           | 47        |
| 185                       | Steffen De Schuyteneer ‏ | 41        |
| 186                       | برنت فان موير           | 46        |
| 187                       | Baptiste Veistroffer ‏   | 116       |
| مدير الرياضة: توني قالوبا |                         |           |

| Israel-Premier Tech IPT | Israel-Premier Tech IPT | Israel-Premier Tech IPT |
| ----------------------- | ----------------------- | ----------------------- |
| م                       | عداء                    | مرتبة                   |
| 191                     | توم فان أسبروك          | 86                      |
| 192                     | Joseph Blackmore ‏       | 37                      |
| 193                     | Matis Louvel ‏           | 21                      |
| 194                     | Nadav Raisberg ‏         | 124                     |
| 195                     | ميكل شوارزمان           | لم يكمل السباق          |
| 196                     | ويليام بويفن            | 87                      |
| 197                     | جيك ستيوارت             | 121                     |
| مدير الرياضة: ستيف باور |                         |                         |

| أونو-إكس موبيليتي ‏ UXM           | أونو-إكس موبيليتي ‏ UXM | أونو-إكس موبيليتي ‏ UXM |
| -------------------------------- | ---------------------- | ---------------------- |
| م                                | عداء                   | مرتبة                  |
| 201                              | جوناس إبراهمسين ‏       | 61                     |
| 202                              | ماركوس هويلجارد (طريق) | 45                     |
| 203                              | Erik Resell ‏           | لم يكمل السباق         |
| 204                              | William Blume Levy ‏    | 67                     |
| 205                              | اموند جروندل يانسن     | لم يكمل السباق         |
| 206                              | أندرس سكارسيث          | 122                    |
| 207                              | راسموس تيلر            | 34                     |
| مدير الرياضة: Gino Van Oudenhove‏ |                        |                        |

| سويس ريسينغ أكادمي ‏ TUD    | سويس ريسينغ أكادمي ‏ TUD | سويس ريسينغ أكادمي ‏ TUD |
| -------------------------- | ----------------------- | ----------------------- |
| م                          | عداء                    | مرتبة                   |
| 211                        | ماتيو ترينتين           | 14                      |
| 212                        | ماركو هالر              | 56                      |
| 213                        | Petr Kelemen ‏           | لم يكمل السباق          |
| 214                        | ألكسندر كرايغر          | 108                     |
| 215                        | Marius Mayrhofer ‏       | لم يكمل السباق          |
| 216                        | ريك بلومرز ‏             | 72                      |
| 217                        | Fabian Lienhard ‏        | 120                     |
| مدير الرياضة: Bart Leysen ‏ |                         |                         |

| Team TotalEnergies TEN       | Team TotalEnergies TEN | Team TotalEnergies TEN |
| ---------------------------- | ---------------------- | ---------------------- |
| م                            | عداء                   | مرتبة                  |
| 221                          | Rayan Boulahoite ‏      | 55                     |
| 222                          | Alexys Brunel ‏         | لم يكمل السباق         |
| 223                          | Sandy Dujardin ‏        | 42                     |
| 224                          | Thomas Gachignard ‏     | 58                     |
| 225                          | صموئيل لورو ‏           | 110                    |
| 226                          | Geoffrey Soupe ‏        | لم يكمل السباق         |
| 227                          | أنتوني تورجيس          | 29                     |
| مدير الرياضة: دومينيك أرنولد |                        |                        |

| فريق الدراجات Q36.5 ‏ Q36  | فريق الدراجات Q36.5 ‏ Q36 | فريق الدراجات Q36.5 ‏ Q36 |
| ------------------------- | ------------------------ | ------------------------ |
| م                         | عداء                     | مرتبة                    |
| 231                       | Fabio Christen ‏          | 57                       |
| 232                       | ديفيد غونزاليس           | 105                      |
| 233                       | Kamil Małecki ‏           | لم يكمل السباق           |
| 234                       | Nicolò Parisini ‏         | 32                       |
| 235                       | Jannik Steimle ‏          | 68                       |
| 236                       | روري تاونسند ‏            | 101                      |
| 237                       | جياكومو نيزولو           | لم يكمل السباق           |
| مدير الرياضة: Jens Zemke ‏ |                          |                          |

| سبورت فلاندرين بالويس ‏ TFB  | سبورت فلاندرين بالويس ‏ TFB | سبورت فلاندرين بالويس ‏ TFB |
| --------------------------- | -------------------------- | -------------------------- |
| م                           | عداء                       | مرتبة                      |
| 241                         | أليكس كولمان ‏              | 79                         |
| 242                         | BEL                        | لم يكمل السباق             |
| 243                         | Siebe Deweirdt ‏            | 130                        |
| 244                         | Jonas Geens ‏               | 83                         |
| 245                         | BEL                        | 111                        |
| 246                         | Brem Deman ‏                | لم يكمل السباق             |
| 247                         | Dylan Vandenstorme ‏        | 104                        |
| مدير الرياضة: هانز دي كليرك |                            |                            |

| Alpecin-Deceuninck ADC             | Alpecin-Deceuninck ADC | Alpecin-Deceuninck ADC |
| ---------------------------------- | ---------------------- | ---------------------- |
| م                                  | عداء                   | مرتبة                  |
| 1                                  | ماثيو فان دير بيل      | 1                      |
| 2                                  | توبياس باير            | لم يكمل السباق         |
| 3                                  | شاندرو ميوريس          | 49                     |
| 4                                  | Juri Hollmann ‏         | لم يكمل السباق         |
| 5                                  | سيلفان ديلير           | لم يكمل السباق         |
| 6                                  | Oscar Riesebeek ‏       | 127                    |
| 7                                  | جياني فرميش            | 16                     |
| مدير الرياضة: Christoph Roodhooft ‏ |                        |                        |

| UAE Team Emirates XRG UAD   | UAE Team Emirates XRG UAD | UAE Team Emirates XRG UAD |
| --------------------------- | ------------------------- | ------------------------- |
| م                           | عداء                      | مرتبة                     |
| 11                          | Florian Vermeersch ‏       | 24                        |
| 12                          | فيليبو بارونسيني          | لم يكمل السباق            |
| 13                          | ميكيل بيرج                | 51                        |
| 14                          | António Morgado ‏          | 33                        |
| 15                          | خوان سباستيان مولانو      | لم يكمل السباق            |
| 16                          | Nils Politt ‏              | 18                        |
| 17                          | تيم فيلانز                | 8                         |
| مدير الرياضة: ماركو ماركاتو |                           |                           |

| Team Visma \| Lease a Bike TVL   | Team Visma \| Lease a Bike TVL | Team Visma \| Lease a Bike TVL |
| -------------------------------- | ------------------------------ | ------------------------------ |
| م                                | عداء                           | مرتبة                          |
| 21                               | فاوت فان آرت                   | 15                             |
| 22                               | Edoardo Affini ‏                | 78                             |
| 23                               | تيسج بنوت                      | 20                             |
| 24                               | جوليان فيرموت                  | لم يكمل السباق                 |
| 25                               | Matteo Jorgenson ‏              | 9                              |
| 26                               | ديلان فان بارلي                | 65                             |
| 27                               | توش فان دير ساندي              | 129                            |
| مدير الرياضة: Arthur van Dongen ‏ |                                |                                |

| Soudal Quick-Step SOQ      | Soudal Quick-Step SOQ | Soudal Quick-Step SOQ |
| -------------------------- | --------------------- | --------------------- |
| م                          | عداء                  | مرتبة                 |
| 31                         | Luke Lamperti ‏        | 39                    |
| 32                         | Louis Vervaeke ‏       | لم يكمل السباق        |
| 33                         | Gil Gelders ‏          | لم يكمل السباق        |
| 34                         | كاسبر بيدرسين         | 4                     |
| 35                         | Pepijn Reinderink ‏    | 80                    |
| 36                         | Jordi Warlop ‏         | لم يكمل السباق        |
| 37                         | دريس فان جيستل        | لم يكمل السباق        |
| مدير الرياضة: Iljo Keisse ‏ |                       |                       |

| Intermarché-Wanty IWA       | Intermarché-Wanty IWA      | Intermarché-Wanty IWA |
| --------------------------- | -------------------------- | --------------------- |
| م                           | عداء                       | مرتبة                 |
| 41                          | بينيام جيرماي              | 22                    |
| 42                          | Vito Braet ‏                | 31                    |
| 43                          | هوغو بيج ‏                  | 74                    |
| 44                          | Jonas Rutsch ‏              | 53                    |
| 45                          | Roel van Sintmaartensdijk ‏ | لم يكمل السباق        |
| 46                          | أدريان بيتي                | لم يكمل السباق        |
| 47                          | Taco van der Hoorn ‏        | 128                   |
| مدير الرياضة: ديميتري كلايس |                            |                       |

| XDS Astana Team XAT            | XDS Astana Team XAT | XDS Astana Team XAT |
| ------------------------------ | ------------------- | ------------------- |
| م                              | عداء                | مرتبة               |
| 51                             | آرون جيت            | 112                 |
| 52                             | Yevgeniy Fedorov ‏   | 13                  |
| 53                             | Michele Gazzoli ‏    | 43                  |
| 54                             | ماتيو مالوسيلي      | لم يكمل السباق      |
| 55                             | Alessandro Romele ‏  | لم يبدأ             |
| 56                             | مايك تيونسين        | 10                  |
| 57                             | Davide Toneatti ‏    | 48                  |
| مدير الرياضة: Laurenzo Lapage ‏ |                     |                     |

| Bahrain Victorious TBV    | Bahrain Victorious TBV | Bahrain Victorious TBV |
| ------------------------- | ---------------------- | ---------------------- |
| م                         | عداء                   | مرتبة                  |
| 61                        | ماتج موهوريك           | لم يكمل السباق         |
| 62                        | Alberto Bruttomesso ‏   | لم يكمل السباق         |
| 63                        | Roman Ermakov ‏         | 103                    |
| 64                        | Kamil Gradek ‏          | 92                     |
| 65                        | Vlad Van Mechelen ‏     | 35                     |
| 66                        | روبرت ستانارد          | 38                     |
| 67                        | فرد رايت               | 109                    |
| مدير الرياضة: ميخال غولاش |                        |                        |

| Red Bull-Bora-Hansgrohe RBH | Red Bull-Bora-Hansgrohe RBH | Red Bull-Bora-Hansgrohe RBH |
| --------------------------- | --------------------------- | --------------------------- |
| م                           | عداء                        | مرتبة                       |
| 71                          | Laurence Pithie ‏            | 73                          |
| 72                          | جياني موسكون                | لم يكمل السباق              |
| 73                          | Filip Maciejuk ‏             | 95                          |
| 74                          | Mick van Dijke ‏             | 81                          |
| 75                          | سام ويلسفورد                | لم يكمل السباق              |
| 76                          | Oier Lazkano ‏               | لم يكمل السباق              |
| 77                          | Tim van Dijke ‏              | 19                          |
| مدير الرياضة: روجر هاموند   |                             |                             |

| Cofidis COF                     | Cofidis COF                    | Cofidis COF    |
| ------------------------------- | ------------------------------ | -------------- |
| م                               | عداء                           | مرتبة          |
| 81                              | ايمي دي جندت                   | 7              |
| 82                              | Clément Izquierdo ‏             | 82             |
| 83                              | Oliver Knight (cyclist) ‏       | 113            |
| 84                              | Jan Maas (cyclist, born 1996) ‏ | 97             |
| 85                              | Eddy Finé ‏                     | لم يكمل السباق |
| 86                              | Sam Maisonobe ‏                 | 71             |
| 87                              | Ludovic Robeet ‏                | 132            |
| مدير الرياضة: Thierry Marichal ‏ |                                |                |

| Decathlon-AG2R La Mondiale DAT | Decathlon-AG2R La Mondiale DAT  | Decathlon-AG2R La Mondiale DAT |
| ------------------------------ | ------------------------------- | ------------------------------ |
| م                              | عداء                            | مرتبة                          |
| 91                             | أوليفر ناسن                     | 12                             |
| 92                             | يجف دي بوندت                    | 50                             |
| 93                             | Sander De Pestel ‏               | 66                             |
| 94                             | Oscar Chamberlain ‏              | 98                             |
| 95                             | Pierre Gautherat ‏               | 26                             |
| 96                             | Rasmus Søjberg Pedersen ‏ (طريق) | 96                             |
| 97                             | Aurélien Paret-Peintre ‏         | 62                             |
| مدير الرياضة: Julien Jurdie ‏   |                                 |                                |

| EF Education-EasyPost EFE  | EF Education-EasyPost EFE | EF Education-EasyPost EFE |
| -------------------------- | ------------------------- | ------------------------- |
| م                          | عداء                      | مرتبة                     |
| 101                        | أوين دول                  | 44                        |
| 102                        | فينتشنزو ألبانيز          | 36                        |
| 103                        | Madis Mihkels             | 88                        |
| 104                        | Jack Rootkin-Gray ‏        | 106                       |
| 105                        | Harry Sweeny ‏             | 63                        |
| 106                        | نيلسون بوولس              | 64                        |
| 107                        | Max Walker (cyclist) ‏     | 126                       |
| مدير الرياضة: أندرياس كلير |                           |                           |

| Groupama-FDJ GFC                | Groupama-FDJ GFC   | Groupama-FDJ GFC |
| ------------------------------- | ------------------ | ---------------- |
| م                               | عداء               | مرتبة            |
| 111                             | ستيفان كونغ        | 6                |
| 112                             | Lewis Askey ‏       | 75               |
| 113                             | Sven Erik Bystrøm ‏ | 123              |
| 114                             | جون جاكوبس         | 40               |
| 115                             | أوليفييه لو جاك    | لم يكمل السباق   |
| 116                             | فالنتين مادواس     | 17               |
| 117                             | كليمنت روسو        | 114              |
| مدير الرياضة: Frédéric Guesdon ‏ |                    |                  |

| Ineos Grenadiers IGD       | Ineos Grenadiers IGD     | Ineos Grenadiers IGD |
| -------------------------- | ------------------------ | -------------------- |
| م                          | عداء                     | مرتبة                |
| 121                        | فيليبو غانا              | 3                    |
| 122                        | توبياس فوس               | 125                  |
| 123                        | بوب جونهيلس              | 54                   |
| 124                        | كونور سويفت              | 77                   |
| 125                        | Josh Tarling ‏            | 60                   |
| 126                        | بن تورنر                 | لم يكمل السباق       |
| 127                        | Samuel Watson (cyclist) ‏ | 76                   |
| مدير الرياضة: إيان ستانارد |                          |                      |

| Lidl-Trek LTK              | Lidl-Trek LTK        | Lidl-Trek LTK  |
| -------------------------- | -------------------- | -------------- |
| م                          | عداء                 | مرتبة          |
| 131                        | مادس بيدرسن          | 2              |
| 132                        | Tim Declercq ‏        | لم يكمل السباق |
| 133                        | اليكس كيرش           | 52             |
| 134                        | توم سكوجين           | 11             |
| 135                        | جاسبر ستوفين         | 5              |
| 136                        | Tim Torn Teutenberg ‏ | 131            |
| 137                        | Mathias Vacek ‏       | لم يكمل السباق |
| مدير الرياضة: غريغوري راست |                      |                |

| Movistar Team MOV            | Movistar Team MOV  | Movistar Team MOV |
| ---------------------------- | ------------------ | ----------------- |
| م                            | عداء               | مرتبة             |
| 141                          | إيفان غارسيا       | 25                |
| 142                          | Mathias Norsgaard ‏ | 90                |
| 143                          | Jon Barrenetxea ‏   | 59                |
| 144                          | Carlos Canal ‏      | 28                |
| 145                          | Iván Romeo ‏        | لم يكمل السباق    |
| 146                          | Lorenzo Milesi ‏    | 89                |
| 147                          | غونزالو سيرانو     | 91                |
| مدير الرياضة: يورغن رويلاندز |                    |                   |

| Team Picnic-PostNL TPP   | Team Picnic-PostNL TPP | Team Picnic-PostNL TPP |
| ------------------------ | ---------------------- | ---------------------- |
| م                        | عداء                   | مرتبة                  |
| 151                      | الكسندر ادموندسون      | 117                    |
| 152                      | Enzo Leijnse ‏          | 119                    |
| 153                      | Niklas Märkl ‏          | لم يكمل السباق         |
| 154                      | Julius van den Berg ‏   | 70                     |
| 155                      | Tim Naberman ‏          | لم يكمل السباق         |
| 156                      | Kevin Vermaerke ‏       | لم يكمل السباق         |
| 157                      | Bram Welten ‏           | 118                    |
| مدير الرياضة: رودي كيما ‏ |                        |                        |

| Team Jayco AlUla JAY      | Team Jayco AlUla JAY     | Team Jayco AlUla JAY |
| ------------------------- | ------------------------ | -------------------- |
| م                         | عداء                     | مرتبة                |
| 161                       | مايكل ماثيوز             | 27                   |
| 162                       | Bob Donaldson (cyclist) ‏ | 100                  |
| 163                       | جاشا سوتيرلين            | لم يكمل السباق       |
| 164                       | باتريك غامبر             | 102                  |
| 165                       | Jelte Krijnsen ‏          | 94                   |
| 166                       | Kelland O'Brien ‏         | 84                   |
| 167                       | ماكس والشيد              | 93                   |
| مدير الرياضة: ماثيو هيمان |                          |                      |

| Arkéa-B&B Hotels ARK         | Arkéa-B&B Hotels ARK      | Arkéa-B&B Hotels ARK |
| ---------------------------- | ------------------------- | -------------------- |
| م                            | عداء                      | مرتبة                |
| 171                          | Luca Mozzato ‏             | لم يكمل السباق       |
| 172                          | Donavan Grondin ‏          | لم يكمل السباق       |
| 173                          | Léandre Lozouet ‏          | 115                  |
| 174                          | أموري كابيو               | لم يبدأ              |
| 175                          | مايلز سكوتسون             | 99                   |
| 176                          | Giosuè Epis ‏              | 85                   |
| 177                          | Pierre Thierry (cyclist) ‏ | 107                  |
| مدير الرياضة: سيباستيان هينو |                           |                      |

| Lotto LOT                 | Lotto LOT               | Lotto LOT |
| ------------------------- | ----------------------- | --------- |
| م                         | عداء                    | مرتبة     |
| 181                       | Jenno Berckmoes ‏        | 30        |
| 182                       | سيباستيان غرينيار ‏      | 69        |
| 183                       | Arjen Livyns ‏           | 23        |
| 184                       | Alec Segaert ‏           | 47        |
| 185                       | Steffen De Schuyteneer ‏ | 41        |
| 186                       | برنت فان موير           | 46        |
| 187                       | Baptiste Veistroffer ‏   | 116       |
| مدير الرياضة: توني قالوبا |                         |           |

| Israel-Premier Tech IPT | Israel-Premier Tech IPT | Israel-Premier Tech IPT |
| ----------------------- | ----------------------- | ----------------------- |
| م                       | عداء                    | مرتبة                   |
| 191                     | توم فان أسبروك          | 86                      |
| 192                     | Joseph Blackmore ‏       | 37                      |
| 193                     | Matis Louvel ‏           | 21                      |
| 194                     | Nadav Raisberg ‏         | 124                     |
| 195                     | ميكل شوارزمان           | لم يكمل السباق          |
| 196                     | ويليام بويفن            | 87                      |
| 197                     | جيك ستيوارت             | 121                     |
| مدير الرياضة: ستيف باور |                         |                         |

| أونو-إكس موبيليتي ‏ UXM           | أونو-إكس موبيليتي ‏ UXM | أونو-إكس موبيليتي ‏ UXM |
| -------------------------------- | ---------------------- | ---------------------- |
| م                                | عداء                   | مرتبة                  |
| 201                              | جوناس إبراهمسين ‏       | 61                     |
| 202                              | ماركوس هويلجارد (طريق) | 45                     |
| 203                              | Erik Resell ‏           | لم يكمل السباق         |
| 204                              | William Blume Levy ‏    | 67                     |
| 205                              | اموند جروندل يانسن     | لم يكمل السباق         |
| 206                              | أندرس سكارسيث          | 122                    |
| 207                              | راسموس تيلر            | 34                     |
| مدير الرياضة: Gino Van Oudenhove‏ |                        |                        |

| سويس ريسينغ أكادمي ‏ TUD    | سويس ريسينغ أكادمي ‏ TUD | سويس ريسينغ أكادمي ‏ TUD |
| -------------------------- | ----------------------- | ----------------------- |
| م                          | عداء                    | مرتبة                   |
| 211                        | ماتيو ترينتين           | 14                      |
| 212                        | ماركو هالر              | 56                      |
| 213                        | Petr Kelemen ‏           | لم يكمل السباق          |
| 214                        | ألكسندر كرايغر          | 108                     |
| 215                        | Marius Mayrhofer ‏       | لم يكمل السباق          |
| 216                        | ريك بلومرز ‏             | 72                      |
| 217                        | Fabian Lienhard ‏        | 120                     |
| مدير الرياضة: Bart Leysen ‏ |                         |                         |

| Team TotalEnergies TEN       | Team TotalEnergies TEN | Team TotalEnergies TEN |
| ---------------------------- | ---------------------- | ---------------------- |
| م                            | عداء                   | مرتبة                  |
| 221                          | Rayan Boulahoite ‏      | 55                     |
| 222                          | Alexys Brunel ‏         | لم يكمل السباق         |
| 223                          | Sandy Dujardin ‏        | 42                     |
| 224                          | Thomas Gachignard ‏     | 58                     |
| 225                          | صموئيل لورو ‏           | 110                    |
| 226                          | Geoffrey Soupe ‏        | لم يكمل السباق         |
| 227                          | أنتوني تورجيس          | 29                     |
| مدير الرياضة: دومينيك أرنولد |                        |                        |

| فريق الدراجات Q36.5 ‏ Q36  | فريق الدراجات Q36.5 ‏ Q36 | فريق الدراجات Q36.5 ‏ Q36 |
| ------------------------- | ------------------------ | ------------------------ |
| م                         | عداء                     | مرتبة                    |
| 231                       | Fabio Christen ‏          | 57                       |
| 232                       | ديفيد غونزاليس           | 105                      |
| 233                       | Kamil Małecki ‏           | لم يكمل السباق           |
| 234                       | Nicolò Parisini ‏         | 32                       |
| 235                       | Jannik Steimle ‏          | 68                       |
| 236                       | روري تاونسند ‏            | 101                      |
| 237                       | جياكومو نيزولو           | لم يكمل السباق           |
| مدير الرياضة: Jens Zemke ‏ |                          |                          |

| سبورت فلاندرين بالويس ‏ TFB  | سبورت فلاندرين بالويس ‏ TFB | سبورت فلاندرين بالويس ‏ TFB |
| --------------------------- | -------------------------- | -------------------------- |
| م                           | عداء                       | مرتبة                      |
| 241                         | أليكس كولمان ‏              | 79                         |
| 242                         | BEL                        | لم يكمل السباق             |
| 243                         | Siebe Deweirdt ‏            | 130                        |
| 244                         | Jonas Geens ‏               | 83                         |
| 245                         | BEL                        | 111                        |
| 246                         | Brem Deman ‏                | لم يكمل السباق             |
| 247                         | Dylan Vandenstorme ‏        | 104                        |
| مدير الرياضة: هانز دي كليرك |                            |                            |

## التصنيف العام النهائي
| التصنيف العام         | التصنيف العام     | التصنيف العام              | التصنيف العام | التصنيف العام |
| العداء                | العداء            | الفريق                     | الوقت         |               |
| --------------------- | ----------------- | -------------------------- | ------------- | ------------- |
| 1                     | ماثيو فان دير بيل | البيسين فينيكس             | 4 س 38 د 11 ث |               |
| 2                     | مادس بيدرسن       | تريك سيغافريدو             | + 1 د 05 ث    |               |
| 3                     | فيليبو غانا       | فريق إنيوس                 | + 2 د 04 ث    |               |
| 4                     | كاسبر بيدرسين     | دكونيك كويك ستب            | + 2 د 33 ث    |               |
| 5                     | جاسبر ستوفين      | تريك سيغافريدو             | + 2 د 33 ث    |               |
| 6                     | ستيفان كونغ       | إف دي جي                   | + 2 د 33 ث    |               |
| 7                     | ايمي دي جندت      | كوفيديس                    | + 2 د 33 ث    |               |
| 8                     | تيم فيلانز        | فريق الإمارات              | + 2 د 35 ث    |               |
| 9                     | Matteo Jorgenson ‏ | Team Visma \| Lease a Bike | + 2 د 38 ث    |               |
| 10                    | مايك تيونسين      | فريق آستانا                | + 2 د 43 ث    |               |
|                       |                   |                            |               |               |
| مصدر: ProCyclingStats |                   |                            |               |               |

## وصلات خارجية
- لمحة عن سباق إي ثري هاريل بيك 2025 على موقع  ProCyclingStats   (برو  سايكلنج  ستاتس) - إحصاءات  محترفي  الدراجات.
- إي ثري هاريل بيك 2025 على موقع إحصائيات الدراجات الإحترافية (الإنجليزية)